# Ster van Zwolle
La Ster van Zwolle és una competició ciclista neerlandesa d'un sol dia que es disputa per les carreteres de la província d'Overijssel. Des del 2011 forma part de l'UCI Europa Tour, amb una categoria 1.2.
La primera edició es disputà el 1961 i amb l'excepció de 1994 en què guanyà el belga Marc Wauters, sempre ha estat guanyada per ciclistes neerlandesos. Dries Klein, amb tres victòries, és el ciclista que més vegades l'ha guanyat.

## Palmarès
| Any  | Vencedor              | Segon                 | Tercer                    |
| ---- | --------------------- | --------------------- | ------------------------- |
| 1961 | Jan Rol               | Gerrit Wesseling      | Jan Boog                  |
| 1962 | Jan Schröder          | Coen Visser           | Wim de Jager              |
| 1963 | Evert Dickhof         | John Pluimers         | Guenther Pichottka        |
| 1964 | Henk Koopmans         | Wim van Smirren       | Gijs Oudshoorn            |
| 1965 | Henk Steevens         | Frank Ouwerkerk       | Harm Ottenbros            |
| 1966 | Jan van der Horst     | Johnny Brouwer        | Harry van Piere           |
| 1967 | Harrie Jansen         | Leen de Groot         | Daan Holst                |
| 1968 | Herman Hoogezaad      | Cees Rentmeester      | Rink Cornelisse           |
| 1969 | Jo Vrancken           | Sjef van de Burg      | Louis Westrus             |
| 1970 | Jo Vrancken           | Sjef van de Burg      | Louis Westrus             |
| 1971 | Juul Bruesing         | Henk Stander          | Marcel Pennings           |
| 1972 | Louis Westrus         | Wil de Vlam           | Peter Nieuwenhuis         |
| 1973 | Cees Priem            | Evert Diepenveen      | Wicher Vlot               |
| 1974 | Gerrie van Gerwen     | Harrie Lunenburg      | Joop Ribbers              |
| 1975 | Frits Pirard          | Piet van der Kruijs   | Arie Hassink              |
| 1976 | Piet Hoekstra         | Gerrie van Gerwen     | Alfons van Katwijk        |
| 1977 | Joop Ribbers          | Frits Pirard          | Henk Mutsaars             |
| 1978 | Jan Spijker           | Jan Feiken            | Renè van de Broek         |
| 1979 | Hans Plugers          | Arie Versluis         | Frank Moons               |
| 1980 | Johan Kuiken          | Wim de Wilde          | Rene van Ijzendoorn       |
| 1981 | Dries Klein           | Arie Hassink          | Henk van Weers            |
| 1982 | Jannus Slendebroek    | Ron Snijders          | Hans Baudoin              |
| 1983 | Dries Klein           | Bert Wekema           | Lucien Goedde             |
| 1984 | Ron Mackay            | Reinier Valkenburg    | Peter Pieters             |
| 1985 | Dries Klein           | Rob Harmeling         | Chris Koppert             |
| 1986 | Erwin Kistemaker      | Eddy Schurer          | Ralph Moorman             |
| 1987 | Michel Cornelisse     | Theo Akkermans        | Rob Rijkenberg            |
| 1988 | Henk Boorsma          | Erwin Kistemaker      | Gerard Moehlmann          |
| 1989 | Wietse Veenstra       | Ton Akkermans         | Heinz van der Schouw      |
| 1990 | Tonnie Akkermans      | Eric van der Heide    | Rob Mulders               |
| 1991 | Jans Koerts           | Marcel Remijn         | Eric van der Heide        |
| 1992 | Martijn Vos           | Godert de Leeuw       | Niels Boogaard            |
| 1993 | Michel Cornelisse     | Jeroen Blijlevens     | Erik van der Velde        |
| 1994 | Marc Wauters          | Harm Jansen           | Steven de Jongh           |
| 1995 | Niels Bogaard         | Steven de Jongh       | Jan Boven                 |
| 1996 | Louis de Koning       | Renger Ypenburg       | Bert Hiemstra             |
| 1997 | Bennie Gosink         | Dennis Hey            | Anthony Theus             |
| 1998 | Renger Ypenburg       | Edward Farenhout      | Paul van Schalen          |
| 1999 | Rik Reinerink         | Marc Ter Schure       | John Talen                |
| 2000 | Paul van Schalen      | Rik Reinerink         | John den Braber           |
| 2001 | Rudie Kemna           | Danny Daelmann        | John den Braber           |
| 2002 | Marco Bos             | John den Braber       | Bastiaan Krol             |
| 2003 | Mark Vlijm            | Marco Bos             | Tom Veelers               |
| 2004 | Marvin van der Pluijm | Marcel Alma           | Arno Waallard             |
| 2005 | Peter Möhlmann        | Marvin van der Pluijm | Christoph von Kleinsorgen |
| 2006 | Marvin van der Pluijm | Markus Eichler        | Fulco van Gulik           |
| 2007 | Dennis Smit           | Arnould van Groen     | Wouter Mol                |
| 2008 | Germ ven der Burg     | Arnould van Groen     | Fulco van Gulik           |
| 2009 | Bram Schmitz          | Marco Bos             | Robin Chaigneau           |
| 2010 | Bert-Jan Lindeman     | Peter-Jan Polling     | Ruud Fransen              |
| 2011 | Barry Markus          | Wim Botman            | Grischa Janorschke        |
| 2012 | Robin Chaigneau       | Wesley Kreder         | Moreno Hofland            |
| 2013 | Dylan van Baarle      | Marco Brus            | Elmar Reinders            |
| 2014 | Bert-Jan Lindeman     | Troels Vinther        | Brian van Goethem         |
| 2015 | Elmar Reinders        | Dimitri Claeys        | Håvard Blikra             |
| 2016 | Jeff Vermeulen        | Coen Vermeltfoort     | Nicolai Brøchner          |
| 2017 | Fabio Jakobsen        | Jim Lindenburg        | Gert-Jan Bosman           |
| 2018 | Maarten van Trijp     | Jaap Kooijman         | René Hooghiemster         |
| 2019 | Coen Vermeltfoort     | Raymond Kreder        | André Looij               |
| 2020 | David Dekker          | Olav Kooij            | Coen Vermeltfoort         |
| 2021 | Coen Vermeltfoort     | Tim van Dijke         | Elmar Reinders            |
| 2022 | anulada               | anulada               | anulada                   |
| 2023 | Coen Vermeltfoort     | Martijn Budding       | Loe van Belle             |
| 2024 | Nicklas Amdi Pedersen | Simon Dehairs         | Vlad Van Mechelen         |